# John May
John Lawrence May (ur. 31 marca 1922 w Evanston, Illinois, zm. 24 marca 1994 w St. Louis, Missouri) – amerykański duchowny rzymskokatolicki, arcybiskup metropolita St. Louis w latach 1980-1992.

## Życiorys
Do kapłaństwa przygotowywał się w Seminarium Przygotowawczym im. abpa Quigleya w Chicago, a następnie w seminarium w Mundelein. Święcenia kapłańskie otrzymał 3 maja 1947 roku z rąk kardynała Samuela Stritcha. Pracował duszpastersko w archidiecezji chicagowskiej m.in. jako kapelan szpitalny, nauczyciel na Loyola University i w archidiecezjalnym trybunale ds. małżeństw.
16 czerwca 1967 roku otrzymał nominację na biskupa pomocniczego Chicago ze stolicą tytularną Tagarbala. Sakry udzielił mu kard. John Cody. Mimo obowiązków biskupich pełnił również funkcję proboszcza parafii Chrystusa Króla. 29 września 1969 mianowany ordynariuszem Mobile w Alabamie. Podczas dziesięcioletnich rządów w diecezji podjął reformy w duchu Soboru watykańskiego II, ustanowił 8 nowych parafii i dwa dekanaty, a także dwie katolickie szkoły. Ustanowił limit pracy proboszczów w parafiach na sześć lat. W roku 1979 wyświęcił pierwszych w diecezji diakonów stałych. Od 24 stycznia 1980 pełnił urząd arcybiskupa metropolity St. Louis. Jego rządy odznaczały się ekumenicznym zaangażowaniem i zwiększeniem aktywności świeckich w zarządzaniu archidiecezją. Konsekrował na swego biskupa pomocniczego pierwszego w historii archidiecezji Afroamerykanina Terry'ego Steiba SVD. W latach 1986–1989 sprawował funkcję przewodniczącego Episkopatu USA. W lipcu 1992 roku zdiagnozowano u niego nowotwór mózgu, co przyczyniło się do przedwczesnej rezygnacji w grudniu tego samego roku. Zmarł w domu opieki i pochowany został w bazylice metropolitalnej.